# Corrado Pizziolo
Corrado Pizziolo (Scandolara di Zero Branco, 23 de dezembro de 1949) é Bispo de Vittorio Veneto.
Corrado Pizziolo foi ordenado sacerdote em 20 de setembro de 1975. 
Papa Bento XVI o nomeou Bispo de Vittorio Veneto em 19 de novembro de 2007. O bispo de Treviso, Andrea Bruno Mazzocato, consagrou-o bispo em 26 de janeiro do ano seguinte; Os co-consagradores foram Paolo Magnani, ex-bispo de Treviso, e Alfredo Magarotto, bispo emérito de Vittorio Veneto. Como lema escolheu Omnia propter Gospel.